# Блау-Вайсс (футбольный клуб, Линц)
«Блау-Вайсс Линц» (нем. FC Blau-Weiß Linz) — австрийский футбольный клуб из города Линц, выступающий в чемпионате Австрии. Основан 2 июля 1997 года. Домашние матчи проводит на «Хофман-Персональ-Штадион», вмещающем 5595 зрителей.

## История
2 июля 1997 в результате слияния одной из частей (так как другая часть влилась в «ЛАСК») «Линца» и «Аустрия Табак Линц» был основан «Блау-Вайсс Линц».
4 июня 2023 года «Блау-Вайсс Линц», обыграв в 30-м туре «Штурм Грац II» со счетом 2:1, завоевал титул победителя Второй лиги Австрии и впервые в истории вышел в Бундеслигу (в сезоне 2020/21 клуб также завоевал титул, но в повышении в классе ему было отказано, так как он не подал заявку на получение лицензии).

## Стадион
Домашние матчи проводит на стадионе «Хофман-Персональ-Штадион», вмещающий 5595 человек.

## Достижения
- Вторая лига Австрии
  - Чемпион: 2020/21, 2022/23